# Try a Little Tenderness
Singles de Otis Redding
Fa-Fa-Fa-Fa-Fa-Fa (Sad Song)
(1966) I Love You More Than Words Can Say
(1967)
Try a Little Tenderness est une chanson écrite par Jimmy Campbell, Reg Connelly et Harry M. Woods dans les années 1930 et rendue célèbre par Otis Redding en 1966.

## Genèse
La chanson est écrite par trois professionnels de la Tin Pan Alley, le duo d'auteurs Jimmy Campbell et Reg Connelly et le compositeur Harry M. Woods. Elle est enregistrée pour la première fois le 8 décembre 1932 par le Ray Noble Orchestra (avec Val Rosing au chant). Ted Lewis (Columbia 2748 D) et Ruth Etting (Melotone 12625) obtiennent des succès avec ce titre en 1933. Bing Crosby l'enregistre également le 9 janvier 1933 pour Brunswick Records.
Devenue un standard de la chanson, elle est ensuite reprise par des chanteurs tels que Frank Sinatra, Mel Tormé, Sammy Davis, Jr., Perry Como ou The Platters. Aretha Franklin l'interprète dans une version jazz en 1962 pour son album The Tender, The Moving, The Swinging Aretha Franklin. En 1964, Sam Cooke est le premier a en faire une version soul pour l'album en public Sam Cooke at the Copa.

## Otis Redding
Sur les conseils de son manager Phil Walden, le chanteur américain Otis Redding enregistre la chanson en 1966 pour son album Complete & Unbelievable: The Otis Redding Dictionary of Soul. L'enregistrement est produit par Steve Cropper et Jim Stewart dans le studio Stax à Memphis.
Isaac Hayes est l'auteur de la courte introduction jouée par la section de cuivres. L'interprétation va crescendo, les musiciens de Booker T. and the M.G.'s entrant dans le morceau les uns après les autres. Le batteur Al Jackson, à sa propre initiative, double le rythme au début du second couplet. Le chant d'Otis Redding gagne en intensité tout au long du morceau. Tenderness est enregistrée en trois prises. Cette version n'a plus rien à voir avec les parutions précédentes.
Incluse dans l'album Dictionary of Soul sorti en octobre 1966, Try a Little Tenderness est le second single à en être extrait, publié sur le label Volt Records en décembre 1966. La chanson atteint la 25e place du palmarès Hot 100 du magazine musical Billboard, passant en tout 10 semaines dans les charts américains. Elle est 4e du classement R&B. Au Royaume-Uni, elle culmine en 46e position du UK Singles Chart.
Dès lors, Otis prend l'habitude de clore ses concerts en apothéose avec cette chanson. On peut l'entendre dans les albums Live in Europe et Monterey Pop.
En 2004, le magazine Rolling Stone classe cette chanson, dans la version d'Otis Redding, 204e sur la liste des « 500 plus grandes chansons de tous les temps ». En 2010, le magazine rock américain met à jour sa liste ; la chanson est 207e. Puis elle se hisse en 136e position dans la nouvelle liste publiée en 2021.

## Musiciens
- Otis Redding : chant
- Booker T. Jones, Isaac Hayes : claviers
- Steve Cropper : guitare
- Donald Duck Dunn : basse
- Al Jackson, Jr. : batterie
- Wayne Jackson : trompette
- Floyd Newman : saxophone baryton
- Andrew Love, Joe Arnold, Gil Caple : saxophone ténor

## Enregistrements
De nombreux artistes enregistrent cette chanson dans différents styles,.
- 8 décembre 1932 : le New Mayfair Dance Orchestra de Ray Noble avec le chanteur Val Rosing, sorti en single 78 tours en janvier 1933 (His Master's Voice B 6284)
- 1933 :
  - Bing Crosby en face B du single I'm Playing with Fire (Brunswick 6480)
  - Ted Lewis and His Band en single (Columbia 2748 D)
- 1946 :
  - Frank Sinatra sur l'album The  Voice of Frank Sinatra
  - Mel Tormé and His Mel-Tones with Sonny Burke and His Orchestra en single (Musicraft 381)
- 1951 : Eddie Heywood Jr, uniquement au piano, sur le single Birth of the Blues (Columbia 39319)
- 1958 :
  - Sammy Davis, Jr. sur  l'album Mood to Be Wooed
  - Hank Jones au piano, sur The Talented Touch
  - The Platters sur The Flying Platters Around the World
  - Jack Webb sur You're My Girl
- 1959 :
  - Frankie Avalon sur Swingin' on a Rainbow
  - Nina Simone, avec Chris Connor, sur l'album Nina Simone and Her Friends
- 1961 : Jackie Wilson sur By Special Request…
- 1962 : Aretha Franklin sur The Tender, The Moving, The Swinging Aretha Franklin
- 1964 : Sam Cooke dans un medley avec (I Love You) For Sentimental Reasons et You Send Me, sur l'album live Sam Cooke at the Copa
- 1965 : Smokey Robinson & the Miracles, paru en 2015 sur l'album Motown Unreleased 1965
- 1966 :
  - Brook Benton sur l'album That Old Feeling
  - Tennessee Ernie Ford sur My Favourite Things
  - Otis Redding
  - Percy Sledge sur Warm and Tender Soul
- 1968 :
  - Prince Buster & The All Stars dans une version rocksteady sur l'album She Was a Rough Ryder et en single
  - Ella Fitzgerald with Benny Carter's Music dans un medley avec My Mother's Eyes, I Got It Bad, Everything I Have Is Yours, I Never Knew (I Could Love Anybody) et  Goodnight My Love, paru sur l'album 30 by Ella
- 1969 : The Mighty Sparrow avec Byron Lee and The Dragonaires, dans une version calypso, sur Sparrow Meets the Dragon
- 1970 : Tom Jones sur I Who Have Nothing
- 1979 : Miriam Stockley en version disco sur son album homonyme
- 1981 : The Ohio Players dans une version funk sur Tenderness
- 1988 : Rod Stewart sur l'album Out of Order
- 1991 : Solomon Burke sur Home Land
- 1994 :
  - Gloria Gaynor sur I'll Be There
  - Al Jarreau dans l'album Tenderness
- 1995 : Shirley Bassey dans Sings the Movies
- 2000 : Etta James sur Matriarch of the Blues
- 2004 :
  - Cat Power dans un medley avec Dream et Blue Moon dans le DVD Speaking for Trees
  - Regina Belle sur l'album Lazy Afternoon
- 2005 : Michael Bublé dans les albums Caught in the Act et It's Time
- 2011 : Ben l'Oncle Soul sur l'album Live Paris (CD et DVD)
- 2011 : Chimène Badi sur Gospel & Soul
- 2012 : Florence + the Machine sur l'album acoustique MTV Unplugged
- 2013 : Manu Dibango en version instrumentale sur Balade en saxo
- 2017 : Dee Dee Bridgewater sur Memphis… Yes, I'm Ready

En 1968, Richard Dewitte écrit une adaptation en français, baptisée Je travaille à la caisse, pour les Jelly Roll, le groupe de Serge Koolenn et Jacques Mercier.

### Samples
Plusieurs artistes intègrent un ou plusieurs samples de Try a Little Tenderness, particulièrement la version d'Otis Redding, dans leurs propres chansons.
C'est le cas notamment de Gravediggaz feat. True Master en 1997, dans la chanson Hidden Emotions, sur leur album The Pick, the Sickle and the Shovel.
Le rythme de l'enregistrement d'Otis Redding est samplé par Jay-Z et Kanye West en 2011 pour leur morceau Otis en hommage au chanteur.
C'est le cas en 2004 également pour les trois membres du Wu-Tang Clan, Masta Killa, Ghostface Killah et Raekwon, en 2004 dans D.T.D sur l'album No Said Date, le groupe espagnol VKR dans Calla Hermano sur l'album Entrenaos, ou la rappeuse française Keny Arkana en 2006 dans Echos sur l'E.P. La Rage.

## Dans les médias
Try a Little Tenderness est utilisée dans de nombreux films, séries, émissions ou documentaires. Elle figure aussi en 1993 dans un spot publicitaire pour les barres chocolatées de la marque Bounty.

### Films
Année - Titre - Interprète
- 1933 - Mais une femme troubla la fête - Martin Burton (au piano)
- 1964 : Docteur Folamour - version orchestrale
- 1986 - Le Môme - Otis Redding
- 1986 - Rose bonbon - Otis Redding
- 1988 - Duo à trois - Dr. John et Bennie Wallace
- 1989 - Immediate Family - Otis Redding
- 1991 - Les Commitments - The Commitments
- 1992 - That Night - Aretha Franklin
- 1996 - Leçons de séduction - David Sanborn
- 2000 - Duos d'un jour - Larry Klein
- 2005 - Les Bienfaits de la colère - The Gavin Munn Band
- 2007 - My Blueberry Nights - Otis Redding
- 2007 - This Christmas - Chris Brown
- 2011 - Shrek - Eddie Murphy
- 2018 - Sale temps à l'hôtel El Royale - Cynthia Erivo

### Séries
Année - Titre (saison-épisode) - Interprète
- 1963 - Chapeau melon et bottes de cuir (S3-E3) - inconnu
- 1994 - Chicago Hope : La Vie à tout prix (S1-E3) - Otis Redding
- 2002 - Sex and the City (S5-E1) - Otis Redding
- 2011 - Glee (S2-E21) - Amber Riley
- 2013 - How I Met Your Mother (S9-E8) - Otis Redding
- 2013 - Scandal (S3-E8) -  Otis Redding